# Mesopristes argenteus
Mesopristes argenteus és una espècie de peix pertanyent a la família dels terapòntids.

## Descripció
- Pot arribar a fer 30 cm de llargària màxima.
- 12 espines i 10-11 radis tous a l'aleta dorsal i 3 espines i 8-9 radis tous a l'anal.[5][6]

## Alimentació
És omnívor.

## Hàbitat
És un peix marí, d'aigua dolça i salabrosa; amfídrom; bentopelàgic i de clima tropical (19°N-21°S), el qual habita les zones costaneres a prop dels manglars.

## Distribució geogràfica
Es troba al Pacífic occidental: des de les illes Yaeyama fins a Queensland (Austràlia) i Nova Caledònia.

## Observacions
És inofensiu per als humans.